# Единбуршки замак
Единбуршки замак (енгл. Edinburgh Castle) је краљевска резиденција и тврђава у Шкотској, смештена на стеновитим брежуљцима изнад Единбурга. Настао у 11. веку и непрестано дограђиван, замак је све до уједињења Шкотске и Енглеске (1707) био престоница шкотских краљева, од Малкома III (1058-1093) до Џемса VI (1567-1625), који је ујединио оба краљевства под својом влашћу.
Единбуршки замак једна је од најпознатијих шкотских туристичких атракција. Дворац Единбург годишње посети око милион људи. Ако се изузме Лондонска кула, дворац Единбург је најпосећенији споменик у Уједињеном Краљевству.
Око 600. године 300 људи се окупило око њиховог краља Ричарда у његовој тврђави Дин Един. Ово је прво помињање имена места које данас зовемо Единбург. 638. године Дин Един је окупиран од стране Јокширских анђела. Након тога је место добило назив Единбург, који се одржао до данас.
1093. године Краљица Маргарет, жена Малколма III је лежала у дворцу озбиљно болесна. Јављено јој је да је њен муж убијен код Алнвика у Нортамберланду, након чега је и она, сломљена срца, преминула. Након што ју је Папа Иноћентије IV 1250. године прогласио за светицу, унутар тврђаве је саграђена капела посвећена њој. Та капела је најстарија грађевина унутар Единбуршког дворца.
Едвард I, енглески краљ, 1296. напада Шкотску и окупира дворац Единбург. У ноћи 14. марта 1314. године Сер Томас Рандолф, нећак краља Роберта Бруса, се са својим људима попео преко северне стене на дворац Единбург, изненадио енглески гарнизон и повратио дворац.
Дана 16. маја 1568. године Мери, краљица Шкота, је отпловила у Енглеску, и њен малолетни син је постао краљ Шкотске. За собом је оставила подијељену нацију. Сер Вилијам Киркалди је био чувар дворца Единбург. Када је 1571. године хтео да подржи протерану краљицу, краљеве присталице су опколиле дворац, али пошто је најбоља артиљерија била у дворцу, нису могли да продру унутра. Опсада је трајала две године, све док Енглеска није послала намесника Мортона. У мају 1573. године, након разорног једанаестодневног бомбардовања, источни зидови су се срушили, Киркалди се предао након чега је и погубљен. Намесник Мортон је скоро одмах почео обнову порушеног дворца. Дворац је до данас остао у власништву шкотске државе.

## Историја
Порекло замка задире у најдаљу прошлост и толико је испреплетано легендама да се свака чињеница, по аналогији, може утврдити једино упоређивањем с другим сличним брежуљцима у Шкотској. Стеновите литице на којима лежи данашњи замак (енгл. Castle Rock) дизале су се 80 метара над мочварном околином, биле су богате изворима воде, а на врху су били пространи пашњаци за стоку. Прва насеља на месту замка појавила су се још почетком бронзаног доба, и одржала су се до доласка Римљана.

### Прво утврђење (11. век)
Први сигуран помен утврђења на литици датира из 11. века, током владе краља Малкома III (1058-1093). Неоспорно је да су Малком и његова жена Маргарет живели у замку. Богатством, тада непознатим у Шкотској, краљица Маргарет је улепшала грађевину, а посебно своју собу, која је после њене смрти одређена за краљевске аудијенције. Од грађевина из 11. века очувана је само Капела свете Маргарете.

### Енглеска окупација и уништење замка (1269−1313)
Замак је први пут пао у руке Енглеза 1173. У време Александра III (1244-1266), његова супруга, такође Маргарета, сестра енглеског краља Хенрија III, описала је замак као место тужно и усамљено, без дрвећа и с нездравом климом због близине мора. Смрћу Александра III, који није оставио наследнике, почео је период нереда у Шкотској, који је искористио Едвард I Енглески да наметне Шкотима новог краља, Џона Белиола. Када се Шкотска побунила, Енглези су 1269. заузели Единбуршки замак после 8 дана опсаде и сместили у њега гарнизон, који је бројао 347 људи. Узимајући у обзир тадашње услове (сто људи је представљало већ знатну силу) , овај број потврђује величину и значај утврђења у 13. веку.

### Обнова краља Давида II (1357−1371)
По други пут у енглеским рукама, замак је ослобођен тек 1313. године, после напада под вођством нећака Роберта Бруса, који је у међувремену у Скону изабран за краља Шкотске. Добивши поново тврђаву, Шкоти су је сравнили са земљом како би избегли да она  опет постане непријатељев ослонац, што се и догодило приликом новог енглеског напада. Давид II (1341-1371), син Роберта Бруса, за кога су Шкоти по трећи пут ослободили замак од енглеског освајача, нашао се тако на гомили рушевина. Спасена је једино Капела свете Маргарете.
Пошто је био заробљен и пуних 10 година заточен у Лондонској Кули, Давид II се тек 1357. вратио (исплативши огроман откуп) и посветио обнови замка. Најпре су обновљене одбрамбене зидине, којима је додата нова Давидова Кула, чије се рушевине данас налазе на улазу у тврђаву. Иако градња није била довршена, Давид се уселио у замак, где је и умро 1371. Летописи говоре да је градња трајала више од 10 година, а с обзиром да је висина тврђаве на крају остала релативно скромна, може се закључити да је финансијско стање Краљевине Шкотске у то време било прилично оскудно.

### Династија Стјуарта (1406−1650)
Династију Бруса наследили су почетком 15. века краљеви из династије Стјуарта, који су водили порекло од дворских управитеља (енгл. stewart) краља Давида II. Џемс I (1406-1437), Џемс II (1437-1460) и Џемс III (1460-1488) обновили су Краљевску Палату у замку у стилу ренесансе. Џемс III такође је ојачао тамнице у замку, где је затворио млађег брата, који је покушао да га свргне уз подршку Енглеза. Џемс IV (1488-1513) преселио је краљевску резиденцију у Холирудску опатију и оженио се кћерком Хенрија VII, Маргаретом Тјудор. Архитекти сер Џемсу Хамилтону поверио је изградњу Велике Дворане у Единбуршком замку.
У време  Џемса V (1513-1542), у Европи су се десила два значајна догађаја: развој ватреног оружја и протестантска реформација. Због развоја ватреног оружја и артиљерије у Европи, краљ Џемс V потпуно је преуредио тврђаву у новом, бастионском стилу (са ниским и широким земљаним бедемима, погодним за одбрану топовима) и отворио у замку топионицу, која је израђивала артиљеријска оруђа, међу којима и чувених седам сестара. Реформација, која је у његово време захватила и Шкотску, довела је до уништавања украса, слика и црквених утвари у шкотским црквама и претварања Капеле свете Маргарете у оставу.

## Изглед замка

### Средњовековне грађевине
Сви ратови, рушења и обнове кроз које је замак вековима пролазио (нарочито самоуништење 1314. и опсада 1573. године), заједно са потребом једне тврђаве да иде укорак с временом, дали су дворцу неуједначен изглед, који је плод преплитања малобројних сачуваних средњовековних грађевина са грађевинама никлим после краја 16. века. Најстарији делови замка су Капела свете Маргарете (из 11. века) и остаци рушевина Давидове куле (изграђена 1357-1371), откривени 1913. унутар Бедема Полумесеца. Неки делови Велике Дворане (енгл. Great Hall) и Краљевог Боравишта (енгл. Kings Lodgings), краљевских палата подигнутих у време Џемса IV (1488-1513), задржали су одлике касне готике.

#### Капела свете Маргарете
Од грађевина из 11. века очувана је само капела у којој је краљица Маргарета, жена Малкома III (1058-1093), чувала своје лично богатство - део светог крста. И како је одмах по смрти, вољом народа, проглашена светицом, капела је названа Капела свете Маргарете (енгл. St. Margaret's Chapel), назив који носи и данас.
Капела је најстарија од свих грађевина које сачињавају садашњи комплекс зграда у замку. Усамљена, стоји на највишем делу висоравни и интересантан је пример норманске архитектуре. Саграђена је од карактеристичног локалног камена пешчара - фристона. Унутрашњост је у облику једног јединог брода с малом полукружном апсидом, до које се долази кроз масиван лук украшен дубоким геометријским мотивима.

После реформације, капела је претворена у оставу. Године 1853, пошто су порушене зграде које су је са свих страна заклањале, била је обновљена и, према тадашњим сазнањима, преиначена бројним романичким допунама. Она је једини пример најстаријих грађевина очуван до данашњих дана, јер је све остало било збрисано бурним променама кроз које је тврђава пролазила током векова.

### Ренесансне грађевине
Најважније грађевине, једине важне за прави живот замка - краљевске палате и утврђења подигнута између 16. и 17. века, могу се сместити у период чисте шкотске ренесансе.

#### Доњи град
Утврђења дају истинско обележје читавом комплексу. Брежуљак на коме се замак налази подељен је у два нивоа: у нижем делу, опасаном зидинама, разбацане су грађевине подигнуте између 17. и 18. века - Болница (енгл. Hospital), Гувернерова кућа (енгл. Governors House), Касарна (енгл. New Barracks). Заузимају место на којем су се некад налазиле радионице, топионица и војничка коначишта (доњи двор средњовековног замка).

#### Горњи град
У вишем делу, ограђеном посебним зидом и названом Цитадела, налазе се само малобројне средњовековне рушевине и краљевске палате. То је био центар тврђаве, поред тога што је био и прво место оспособљено за одбрану. Ту се налазе и рушевине цркве посвећене светој Марији и Капела свете Маргарете.

#### Утврђења
За одбрану замка служила је снажна одбрамбена завеса, која се, с једне стране, ослањала на масивни полукружни Бедем Полумесеца (енгл. Half Moon Battery), а с друге стране на Капију Решетке (енгл. Porticullis Gate), капију која затвара приступ са јединог пута који који је од Единбурга водио узбрдо. Подигнута крајем 16. века, она представља најупадљивију карактеристику замка. Са тек назначеним бедемима у облику клешта који се пружају ка долини да би, заједно са широким рововима, штитили мост на улазу ка Шеталишту (енгл. Esplanade), изграђеном у 19. веку за војне параде, Капија је заштитни знак читавог комплекса. Овај део одбрамбених зидина, постављених на једном од најрањивијих делова тврђаве (јер је за одбрану преосталих делова било потребно само појачање стеновитих литица), представља предзнак много амбициознијег пројекта обнове читаве структуре који је тек зачет у 17. веку, али никада није остварен због недостатка новца. Касније је стратегијска улога Едимбуршког замка опала: у 18. веку, према тадашњим хроникама, у замку је живело око 30 људи.